# BWV
Zkratka BWV označuje souborný katalog děl J. S. Bacha. Jde o zkratku názvu katalogu v němčině „Bach Werke Verzeichnis“ (Seznam Bachových skladeb). Celý název katalogu je Thematisch–systematisches Verzeichnis der Werke Johann Sebastian Bachs. Katalog vytvořil Wolfgang Schmieder a vydal jej u vydavatelství VEB Breitkopf und Härtel v Lipsku roku 1950.

## Řazení skladeb v katalogu BWV
Seznam není seřazen chronologicky, ale tematicky (podle druhu skladby). Hlavním důvodem je zřejmě fakt, že není možné přesně určit dobu vzniku většiny Bachových skladeb, protože se dochovaly pouze jejich nedatované rukopisy. Za Bachova života byl vydán tiskem jen malý zlomek jeho díla. Později, v polovině 19. století, začala společnost Bach-Gesellschaft postupně vydávat kompletní Bachovo dílo. Skladby zde byly seskupeny do jednotlivých svazků podle žánru. I toto souborné vydání mohlo hrát roli v úvahách o konečném seřazení skladeb v seznamu BWV.
Původní katalog z roku 1950 končí položkou BWV 1080 (Umění fugy). Od té doby bylo objeveno několik desítek dalších Bachových skladeb, které byly v aktualizovaných vydáních zařazeny na konec seznamu (již nezávisle na druhu skladby). U jiných skladeb bylo naopak Bachovo autorství zpochybněno, nebo dokonce vyloučeno; jejich čísla však v seznamu zůstávají. Díla, která jsou neúplná, nebo u kterých bylo Bachovo autorství již od počátku sporné, jsou řazena do zvláštního dodatkového seznamu (BWV Anhang) a označována zkratkou BWV Anh. a pořadovým číslem.

## Vokální díla
Vokální díla tvoří přibližně polovinu Bachovy tvorby. Většinou jde o duchovní skladby určené pro nedělní bohoslužby a také pro svátky a zvláštní příležitosti (např. svatby, pohřby).

### Kantáty, BWV 1–224
Kantáty tvoří značnou část Bachova vokálního díla. Jedná se převážně o kantáty duchovní a mnoho z nich pochází z prvních let Bachova působení v Lipsku, kdy psal novou kantátu pro nedělní bohoslužbu každý týden. Vedle nich je známo také několik světských kantát, například Lovecká nebo Kantáta o kávě.

### Moteta, BWV 225–231
Dochovalo se pouze několik motet vytvořených pro zvláštní příležitosti. Jedná se o skladby pro sbor a basso continuo.

### Mše a magnificat, BWV 232–243
Nejvýznamnější je Mše h moll (v latině), kromě ní Bach napsal ještě několik kratších mší na německé texty.

### Pašije a oratoria, BWV 244–249
Oratoria se řadí mezi nejrozsáhlejší Bachova díla. Patří sem například Velikonoční či Vánoční oratorium, a především Janovy a Matoušovy pašije. Obě tyto skladby mají také formu oratoria. Ostatní Bachova zhudebnění pašijí se dochovala jen částečně.

### Čtyřhlasé chorály, BWV 250–438
Jedná se o harmonizace protestantských chorálů. Základní melodie jsou téměř vždy staršího původu, Bach provedl jejich úpravu pro čtyřhlasý sbor.

### Písně, árie a quodlibet, BWV 439–524
Do této skupiny patří duchovní písně z tzv. Schemelliho zpěvníku a různé árie a písně z druhé Knížky pro Annu Magdalenu Bachovou.

## Instrumentální díla
Bach byl za svého života známý především jako vynikající varhaník a virtuózní hráč na cembalo, a těmto dvěma nástrojům je také určena většina jeho instrumentální tvorby.

### Varhanní skladby, BWV 525–771
Nejpočetněji jsou zde zastoupeny chorálové předehry, tj. polyfonní zpracování chorálů pro varhany. Jsou uspořádány do několika sbírek, jako je Varhanní knížka, tzv. Schüblerovy chorály a další.
Vedle této liturgické hudby vytvořil Bach mnoho virtuózních kusů různých forem. Stěžejní jsou fugy, často předcházené kompozičně volnější skladbou, např. preludiem, tokátou nebo fantazií. Známými příklady jsou Tokáta a fuga v d moll či Passacaglia a fuga v c moll. Dále sem patří několik trio sonát a varhanních koncertů.

### Skladby pro klavír, BWV 772–994
Skladby pro klavír (resp. v době vzniku spíše pro cembalo nebo klavichord) tvoří další početnou část Bachova díla. Často jsou sestaveny do sbírek uspořádaných podle nějakého systému (např. sled tónin v Dobře temperovaném klavíru, výběr a pořadí tanců v suitách nebo kánony ve stoupajících intervalech v Goldbergových variacích).
Mezi významná klavírní díla patří Goldbergovy variace a dva rozsáhlé cykly Dobře temperovaný klavír 1 a 2, které obsahují vždy 24 preludií a fug ve všech durových i mollových tóninách. Dále Bach sestavil několik sbírek tanečních suit (Anglické a Francouzské suity, Partity) a například také Invence a sinfonie - krátké polyfonní skladby určené k výuce.

### Skladby pro jiné sólové nástroje, BWV 995–1013
Skladby (většinou suity) pro sólovou loutnu, housle, violoncello či flétnu zkomponoval Bach z velké části během svého zaměstnání na knížecím dvoře v Köthenu.

### Komorní hudba, BWV 1014–1040
V Köthenu vznikly také sonáty pro housle, violu da gamba či flétnu s cembalem nebo continuem.

### Koncerty a orchestrální suity, BWV 1041–1071
Z Bachových orchestrálních děl jsou nejznámější Braniborské koncerty. Dále napsal několik houslových koncertů a také koncerty pro jedno i více cembal a orchestr.

### Kánony a pozdní kontrapunktická díla, BWV 1072–1080
Katalog BWV uzavírají díla považovaná za vrchol barokní polyfonie - Hudební obětina a Umění fugy.

## Později zařazená díla (různé druhy), BWV 1081–1128
Od doby prvního vydání katalogu v roce 1950 bylo do katalogu zařazeno několik desítek dalších skladeb, jedná se převážně o varhanní chorály.